# Yvré-le-Pôlin
Yvré-le-Pôlin és un municipi francès situat al departament del Sarthe i a la regió de País del Loira. L'any 2007 tenia 1.871 habitants.

## Demografia

### Població
El 2007 la població de fet de Yvré-le-Pôlin era de 1.871 persones. Hi havia 706 famílies de les quals 142 eren unipersonals (75 homes vivint sols i 67 dones vivint soles), 260 parelles sense fills, 292 parelles amb fills i 12 famílies monoparentals amb fills.
La població ha evolucionat segons el següent gràfic:
Habitants censats

### Habitatges
El 2007 hi havia 791 habitatges, 716 eren l'habitatge principal de la família, 44 eren segones residències i 31 estaven desocupats. 764 eren cases i 18 eren apartaments. Dels 716 habitatges principals, 584 estaven ocupats pels seus propietaris, 126 estaven llogats i ocupats pels llogaters i 6 estaven cedits a títol gratuït; 4 tenien una cambra, 37 en tenien dues, 120 en tenien tres, 221 en tenien quatre i 333 en tenien cinc o més. 544 habitatges disposaven pel capbaix d'una plaça de pàrquing. A 270 habitatges hi havia un automòbil i a 385 n'hi havia dos o més.

### Piràmide de població
La piràmide de població per edats i sexe el 2009 era:
| Homes | Edats   | Dones |
| ----- | ------- | ----- |
| 0     | 95 o +  | 0     |
| 4     | 90 a 94 | 4     |
| 8     | 85 a 89 | 4     |
| 4     | 80 a 84 | 16    |
| 24    | 75 a 79 | 24    |
| 32    | 70 a 74 | 28    |
| 48    | 65 a 69 | 44    |
| 48    | 60 a 64 | 36    |
| 48    | 55 a 59 | 28    |
| 72    | 50 a 54 | 88    |
| 92    | 45 a 49 | 80    |
| 40    | 40 a 44 | 48    |
| 52    | 35 a 39 | 44    |
| 68    | 30 a 34 | 68    |
| 28    | 25 a 29 | 48    |
| 32    | 20 a 24 | 24    |
| 72    | 15 a 19 | 72    |
| 44    | 10 a 14 | 44    |
| 92    | 5 a 9   | 68    |
| 44    | 0 a 4   | 40    |

## Economia
El 2007 la població en edat de treballar era de 1.161 persones, 844 eren actives i 317 eren inactives. De les 844 persones actives 777 estaven ocupades (414 homes i 363 dones) i 67 estaven aturades (25 homes i 42 dones). De les 317 persones inactives 143 estaven jubilades, 88 estaven estudiant i 86 estaven classificades com a «altres inactius».

### Ingressos
El 2009 a Yvré-le-Pôlin hi havia 722 unitats fiscals que integraven 1.892 persones, la mediana anual d'ingressos fiscals per persona era de 16.657 €.

### Activitats econòmiques
Dels 43 establiments que hi havia el 2007, 1 era d'una empresa extractiva, 2 d'empreses alimentàries, 4 d'empreses de fabricació d'altres productes industrials, 9 d'empreses de construcció, 7 d'empreses de comerç i reparació d'automòbils, 3 d'empreses de transport, 5 d'empreses d'hostatgeria i restauració, 1 d'una empresa financera, 1 d'una empresa immobiliària, 2 d'empreses de serveis, 3 d'entitats de l'administració pública i 5 d'empreses classificades com a «altres activitats de serveis».
Dels 14 establiments de servei als particulars que hi havia el 2009, 1 era una oficina de correu, 1 taller de reparació d'automòbils i de material agrícola, 2 paletes, 3 fusteries, 1 lampisteria, 2 electricistes, 3 perruqueries i 1 saló de bellesa.
Dels 4 establiments comercials que hi havia el 2009, 1 era una botiga de més de 120 m², 2 fleques i 1 una carnisseria.
L'any 2000 a Yvré-le-Pôlin hi havia 19 explotacions agrícoles que ocupaven un total de 750 hectàrees.

## Equipaments sanitaris i escolars
L'únic equipament sanitari que hi havia el 2009 era una farmàcia.
El 2009 hi havia 1 escola maternal i 1 escola elemental.

## Poblacions més properes
El següent diagrama mostra les poblacions més properes.